# 查爾斯頓學院

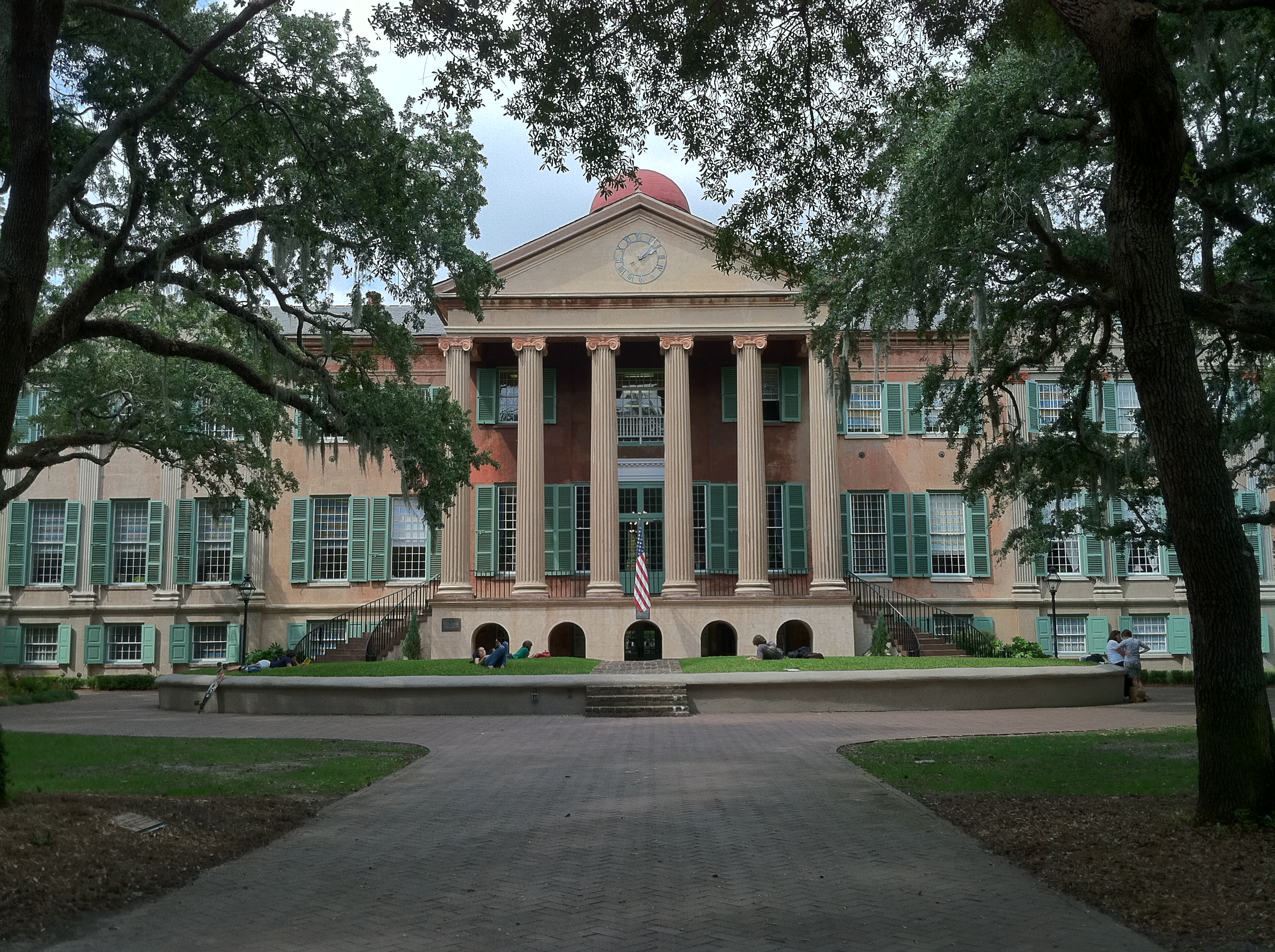
學院建築蘭道夫堂（Randolph Hall）

查爾斯頓學院（College of Charleston，簡稱：CofC或Charleston）是一所位于美國南卡羅來納州查尔斯顿的公立文理學院。該學院創立於1770年，1785年獲許可證。它是南卡羅來納州最古老的大學，也是全美國第十三最古老的大学。其創始人為美國獨立宣言簽署人爱德华·拉特利奇、亞瑟·米德爾頓、托马斯·海伍德以及後來的美國憲法簽署人约翰·拉特利奇、查尔斯·科特斯沃斯·平克尼、查尔斯·平克尼。2022年《美國新聞與世界報道》將其列在南部地區大學排名中的第9位。

## 组织
查尔斯顿学院由六所学术学院和两所专门学院组成，分别为：
艺术学院，
商学院，
教育、健康和人体功能学院，
人文社会科学学院，
语言、文化和世界事务学院，
科学与数学学院（包括工程学科），
以及荣誉学院
和研究生院。

## 校园
查尔斯顿学院位于查尔斯顿市中心的主校区包括 11 座宿舍、19 座历史住宅、5 座兄弟会房屋和 9 座联谊会房屋。它包含现代和历史建筑的混合体。查尔斯顿学院市中心校区被列入国家史迹名录。此外，艾弗里研究所（现在是艾弗里非裔美国人历史和文化研究中心的所在地）和威廉布莱克洛克之家也在国家史迹名录上单独列出。
在查尔斯顿市中心以外，大学校园包括詹姆斯岛的格莱斯海洋实验室、J. Stewart Walker 帆船中心和芒特普莱森特的爱国者角运动中心、北查尔斯顿的北校区和 881 英亩（357 公顷）的斯托诺自然保护区。
2014年，学院被评为东海岸十大最佳景观大学之一。 2017 年，Travel + Leisure 杂志将该学院评为“美国最美丽的大学校园”。
梅斯布朗自然历史博物馆是位于校园内的公共自然历史博物馆。馆内藏有脊椎动物和无脊椎动物化石3万余件。该系列的重点是北美哺乳动物的古生物学，特别是南卡罗来纳州低地的古生物化石。

## 查尔斯顿学院与媒体
各类媒体在查尔斯顿学院拍摄了多部电影和电视节目，包括杏林春暖(综合医院)、北与南(迷你影集)、The View、冷山、孤军雄心(爱国者)、White Squall、Wife Swap、O、手札情缘(忘了、忘不了)、最后一份情书 和 Mandie。
在 2000 年南卡罗来纳州总统初选之前，The View 和 CNN 的 Crossfire 也在查尔斯顿学院的蓄水池院子里驻扎。
2004 年，美国参议院候选人吉姆·德明特 (Jim DeMint) 和伊内兹·特南鲍姆 (Inez Tenenbaum) 之间的第一次电视辩论在校友会堂拍摄。 
约翰克里于 2008 年在蓄水池正式支持总统候选人巴拉克奥巴马。 
2008 年，拍摄了电视节目“军妻”和故事片“新女儿”。 
2013 年，NBC今天with Kathie Lee Gifford 和 Hoda Kotb 在蓄水池进行了现场表演。

## 名望講壇系列
名望講壇系列由查爾斯頓學院政治科學與傳播系聯合主辦。該系列節目歡迎來自兩大政黨的總統候選人來校園演講。候選人與學生和查爾斯頓社區成員就新聞發布會的頻率、候選人與記者的關係以及總統的說服力等話題進行交談。 2008 年總統初選期間出現的主要候選人包括參議員約翰麥凱恩、眾議員羅恩·保羅、總統巴拉克·奧巴馬和參議員約翰·愛德華茲。在那個賽季，該系列節目由 Allstate 保險公司贊助，名望講壇系活動吸引了 6,000 多名觀眾。 在 2016 年總統初選期間，參加該系列的主要候選人包括參議員 Lindsey Graham 和前馬里蘭州州長 Martin O'Malley。該系列在 2020 年民主黨總統初選期間接待了大量候選人。出現的候選人是：市長皮特·布蒂吉格、眾議員貝托·奧羅克、國務卿朱利安·卡斯特羅、參議員艾米·克洛布查爾、參議員伯尼·桑德斯、前副總統和最終獲選人喬·拜登以及眾議員圖爾西·加巴德。

## 体育
學院的 19 種大學運動隊属于NCAA第一级别的區殖民地體育協會，被稱為美洲獅隊。 Cougars 在查爾斯頓地區的各種體育設施中進行比賽，包括 TD Arena（前身為 Carolina First Arena）、J. Stewart Walker 帆船港、約翰遜中心壁球場、愛國者體育中心 和斯托諾渡輪。查爾斯頓學院的田徑運動得到 1974 年成立的美洲獅俱樂部的支持。在 1970-71 學年期間，查爾斯頓學院的學生投票將學校暱稱從 Maroons 改為 Cougars，以紀念最近抵達查爾斯湯蘭丁動物園。 Clyde the Cougar 是學院目前的吉祥物。 聖路易斯紅雀隊的新任經理奧利弗馬爾莫爾是前查爾斯頓學院棒球運動員。

## 外部連接
- 维基共享资源上的相關多媒體資源：查爾斯頓學院
- 官方网站
- CofC Athletics website （页面存档备份，存于）
- College of Charleston, Charleston County (Charleston) （页面存档备份，存于）, including 19 photos, at South Carolina Department of Archives and History
- 美国历史建筑调查（HABS） No. SC-175, "College of Charleston, 66 George Street, Charleston, Charleston County, SC", 7 photos, 2 data pages, 1 photo caption page, supplemental material

32°47′3″N 79°56′17″W / 32.78417°N 79.93806°W